# Pierre Van Ommeslaghe
Pierre Van Ommeslaghe (Elsene, 6 december 1932 - Oudergem, 10 december 2018) was een Belgisch advocaat en hoogleraar aan de Université libre de Bruxelles.

## Levensloop
Pierre Van Ommeslaghe groeide samen met zijn broer Bernard op in de Bosstraat in Elsene. Zijn vader Albert was ook advocaat en moeder Lucienne Lambot was bibliothecaresse en dochter van een notaris. 
Hij behaalde de diploma's van kandidaat in de sociale wetenschappen in 1950, doctor in de rechten in 1953 en licentiaat in de economische en financiële wetenschappen in 1954. Hij werd datzelfde jaar advocaat aan de balie te Brussel. In 1980 werd hij advocaat bij het Hof van Cassatie. Van 1992 tot 1994 was hij stafhouder van de Orde der Advocaten bij het Hof van Cassatie. In 1969 werd hij gewoon hoogleraar aan de Université libre de Bruxelles (ULB). In 2003 ging hij met emeritaat.
Tijdens de tweede helft van de 20e eeuw was Van Ommeslaghe bij verschillende grote financiële rechtszaken betrokken. Zo was hij onder meer advocaat van Albert Frère, de vermeende rijkste man van België, van wiens zoon Charles-Albert (1980-1999) hij peetoom was. Hij was van 2005 tot 2011 bestuurder van de Nationale Portefeuillemaatschappij en tot 2016 ondervoorzitter van de vzw Fondation Charles-Albert. Hij was ook advocaat van Bernard Arnault, de rijkste man van Frankrijk.
Hij was auteur van verscheidene economisch-juridische publicaties.

## Onderscheidingen
- 1953 - Prix René Marcq de la Faculté de droit de l'ULB
- 1956 - Concours universitaire pour le droit commercial et fiscal
- 1963 - Prix Lucien Campion
- 2002 - Driejaarlijkse prijs van het Verbond van Belgische Ondernemingen.[5]